# Infanterie-Regiment „Graf Barfuß“ (4. Westfälisches) Nr. 17

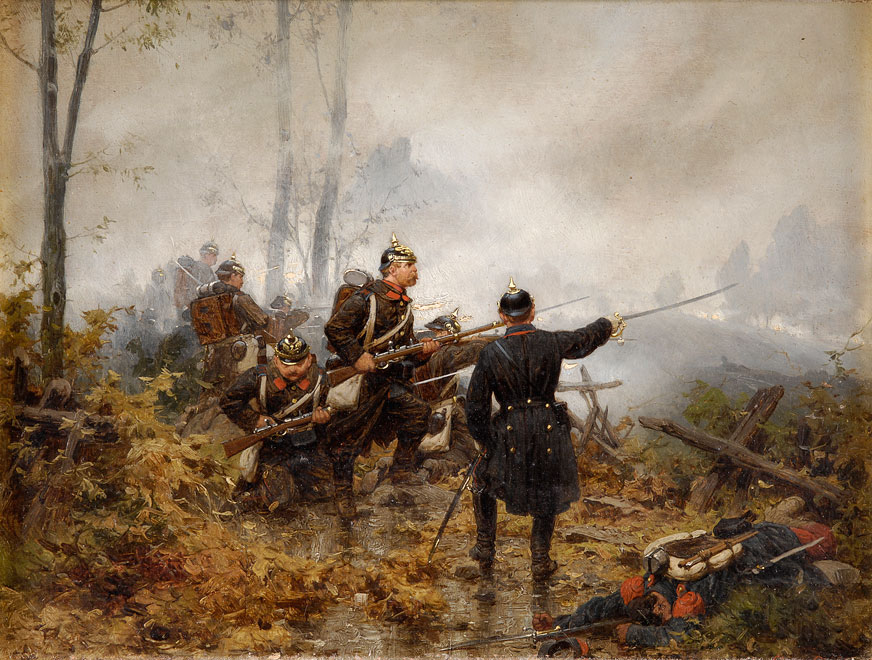
Christian Sell: 4. Westfälisches Infanterie-Regiment Nr. 17 (wahrscheinlich Szene aus der Schlacht bei Le Mans)

Reservistenbild (von 1910) eines Angehörigen der 6. Kompanie des Regiments.

Das Infanterie-Regiment „Graf Barfuß“ (4. Westfälisches) Nr. 17 war ein Infanterieverband der Preußischen Armee.

## Geschichte
Das Regiment wurde am 1. Juli 1813 (Stiftungstag) aus dem III. Musketier- sowie dem 1. und 2. Reserve-Bataillon des Grenadier-Regiment „König Friedrich I.“ (4. Ostpreußisches) Nr. 5 als 5. Reserve-Regiment errichtet (dies hatte die Reste des alten Regiments von Nr. 4 aufgenommen). Drei Bataillons (ab 1815 Füsilier-Bataillon) wurden eingerichtet; noch 1813 wurde ein aus dem 3. Lithauischen Reserve-Füsilier-Bataillon gebildet und auf die andern verteilt; sie wurden in Potsdam vereinigt.
Am 12. Dezember 1813 wurde das Regiment aufgelöst und am 25. März 1815 als 17. Infanterie-Regiment neu gegründet. 1859 kam es zu starken Abgaben (auch an Offizieren) an das Regiment Nr. 57. Am 27. September 1866 wurden die 13., 14. und 15. Kompanie an das Regiment Nr. 86 sowie am 1. April 1881 die 12. Kompanie an das Infanterie-Regiment Nr. 130 abgegeben.
Am 1. April 1887 wurde ein IV. Bataillon aus der 10. Kompanie des Regiments Nr. 74, der 6. Kompanie von Regiment Nr. 78, der 6. Kompanie von Regiment Nr. 91 sowie der 7. Kompanie von Regiment Nr. 73 gegründet. Dieses IV. Bataillon wurde am 1. April 1890 an das Regiment Nr. 143 abgegeben und am 2. Oktober 1893 ein neues IV (Halb-)Bataillon gegründet. Dieses IV. Bataillon wurde am 1. April 1897 an das Regiment Nr. 173 abgegeben.
Im Jahre 1889 verlieh Kaiser Wilhelm II. dem 1813 gegründeten Regiment den Ehrennamen „Graf Barfuß“, den es bis zu seiner Auflösung nach dem Ersten Weltkrieg trug:

„Ich will das Andenken an den General-Feldmarschall Grafen Barfuß dadurch ehren und in Meiner Armee dauernd lebendig erhalten, daß Ich dem 4. Westfälischen Infanterie-Regiment Nr. 17 den Namen Infanterie-Regiment Graf Barfuß (4. Westfälisches) Nr. 17 verleihe. Ich habe dem Regiment diese Auszeichnung zugedacht, weil es aus dem 4. Ostpreußischen Infanterie-Regiment, dem Truppenteil hervorgegangen ist, welcher die Reste des alten Barfußschen Regiments in sich aufgenommen hat. Ich weiß, daß das Regiment seinem neuen Namen stets Ehre machen und den wohlbegründeten Ruf der Tapferkeit und Treue bis in die fernste Zukunft aufrechterhalten wird.“

### Standorte
- 1815: Münster, Minden
- 1816: Schweidnitz, Cosel, Glatz
- 1817: Trier, Saarlouis
- 1820: Düsseldorf, Wesel
- 1838: Wesel
- 1851: Köln, Düsseldorf
- 1856: Wesel
- 1866: Hannover, Harburg, Nienburg
- 1866: Celle, Lüneburg

Ansichtskarte, 1904 gelaufen, mit Kasernen des Regiments in Mörchingen.

Ansichtskarte, 1908 gelaufen, mit der Villa des Regimentskommandeurs in Mörchingen.

- 1871: Mülhausen, daneben (1871) Gebweiler, (1872–1874) Neubreisach
- 1890: Saargemünd, Forbach
- 1893: Mörchingen, (II. und III. Bataillon bis 1894 in Forbach)

### Namensgebung

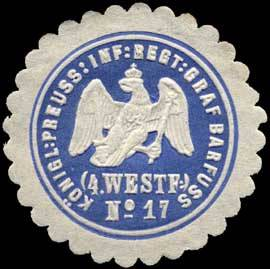
Siegelmarke des Regiments

- ab 1. Juli 1813: 5. Reserve-Infanterie-Regiment
- ab 25. März 1815: 17. Infanterie-Regiment
- ab 5. November 1816: 17. Infanterie-Regiment (4. Westfälisches)
- ab 10. März 1823: 17. Infanterie-Regiment
- ab 4. Juli 1860: 4. Westfälisches Infanterie-Regiment Nr. 17
- ab 24. Januar 1889: Infanterie-Regiment „Graf Barfuß“ (4. Westfälisches) Nr. 17

### Einsätze
Das Regiment nahm 1813/14 an den Befreiungskriegen teil, die zu den Koalitionskriegen gehörten: an der Belagerung von Wittenberg (1813/14), der Einschließung von Wesel 1813, der Erstürmung von Zutphen 1813, der Sturm auf Arnheim 1813 sowie der Belagerung von Soissons 1814. Im Zuge der Deutschen Revolution beteiligte sich das Regiment 1848/49 nach der Niederschlagung des Iserlohner Aufstandes an der Einnahme der Stadt im Mai 1849 sowie während der Badischen Revolution unter anderem an den Gefechten bei Waghäusel und Durlach.
Im Deutschen Krieg kämpfte das Regiment bei der Schlacht bei Münchengrätz und der Schlacht bei Königgrätz. Im Deutsch-Französischen Krieg waren Kriegsschauplätze mit Beteiligung des Regiments die Schlacht bei Gravelotte, die Belagerung von Metz, die Schlacht bei Bellevue und die Schlacht von Orléans.

#### Erster Weltkrieg
Am 31. Juli 1914 machte das Regiment aus Anlass des Ersten Weltkriegs mobil. Neben dem ins Feld rückende Regiment stellte es ein Ersatzbataillon zu vier Kompanien sowie zwei Rekruten-Depots auf. Am 24. September 1918 erhielt das Regiment eine eigene Minenwerfer-Kompanie, die aus Teilen der Minenwerfer-Kompanie Nr. 42 gebildet wurde.

#### Verbleib

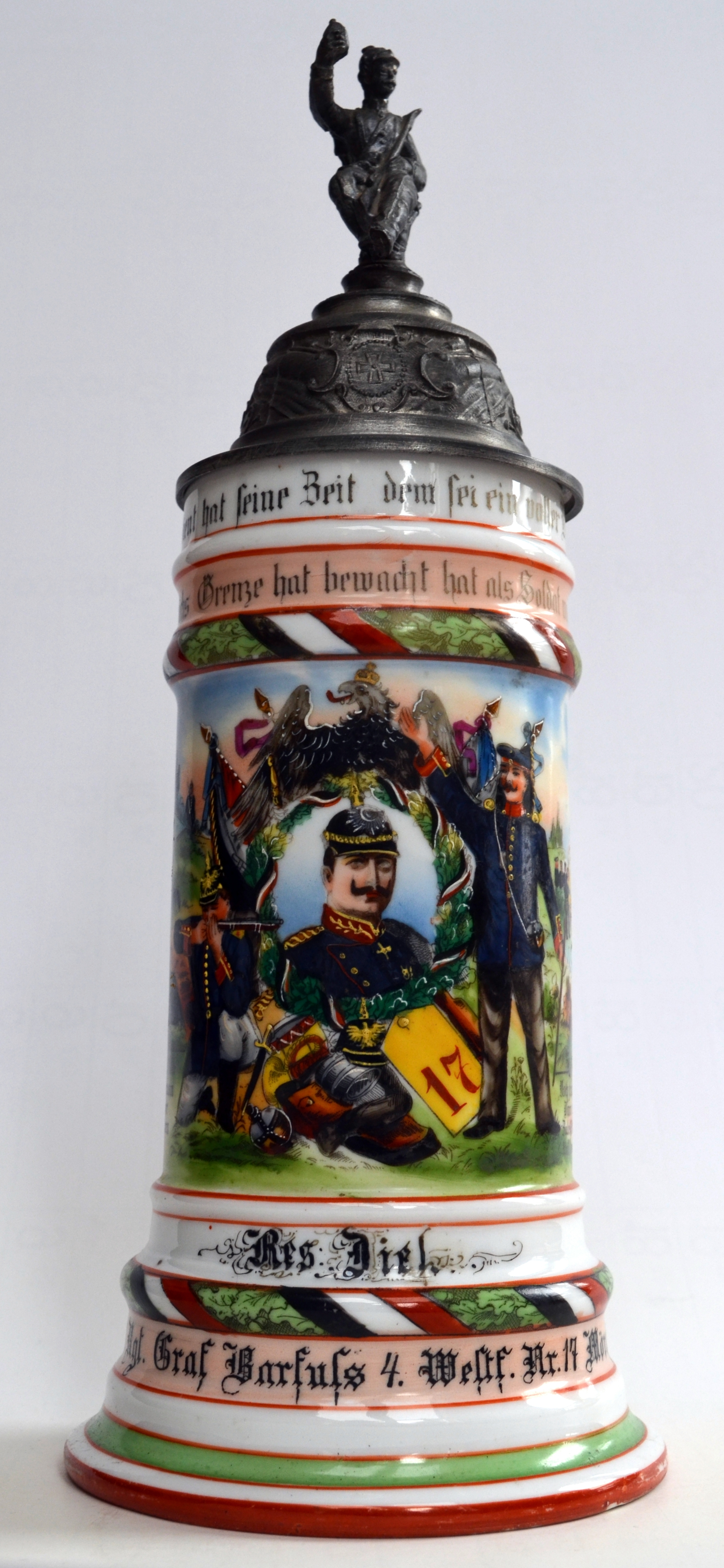
Reservistenkrug (von 1907) eines Regimentsangehörigen.

Nach Kriegsende wurde der Regimentsstab und das I. Bataillon ab dem 6. Dezember 1918 zunächst in Weilburg, das II. Bataillon in Löhnberg demobilisiert. Die Demobilisierung setzte sich ab dem 29. Dezember 1919 in Ronneburg fort und war bis Ende Januar 1919 abgeschlossen. Anschließend wurde das Regiment am 15. April 1919 aufgelöst.
Aus demobilisierten Teilen bildete sich am 18. Dezember 1918 eine Freiwilligen Grenzschutzabteilung unter dem Kommando von Major Stobbe, die später zur 2. Landesschützenbrigade übertrat, sowie eine Freiwilligen Kompanie Infanterie-Regiment 17. Mit Bildung der Vorläufigen Reichswehr ging die Grenzschutzabteilung im Reichswehr-Infanterie-Regiment 8 und die Freiwilligen Kompanie in der Reichswehr-Brigade 4 auf.
Die Tradition übernahm in der Reichswehr durch Erlass des Chefs der Heeresleitung General der Infanterie Hans von Seeckt vom 24. August 1921 die 1. Kompanie des 18. Infanterie-Regiments in Paderborn.

## Regimentschefs
König Friedrich Wilhelm IV. ernannte am 23. Oktober 1843 Großherzog Ludwig III. von Hessen und bei Rhein zum Regimentschef. Nach dessen Tod war diese Stellung vom 14. Juni 1877 bis zur Ernennung von Großherzog Ernst Ludwig als neuer Regimentschef am 16. Juni 1913 vakant.

## Literatur

Teilweise ausgeblichener Einbanddeckel der Regimentsgeschichte von 1934

## Kommandeure
| Dienstgrad            | Name                                        | Datum                                                              |
| --------------------- | ------------------------------------------- | ------------------------------------------------------------------ |
| Oberstleutnant/Oberst | Karl von Gagern                             | 01. Juli 1813 bis 27. November 1829                                |
| Oberstleutnant/Oberst | Heinrich von Holleben                       | 28. November 1829 bis 29. März 1836                                |
| Oberst                | Alexander von Klüchzner                     | 30. März 1836 bis 15. Juni 1838                                    |
| Oberstleutnant/Oberst | Friedrich von Notz                          | 16. Juni 1838 bis 8. März 1843                                     |
| Oberst                | Friedrich Wilhelm Malotki von Trzebiatowski | 09. März 1843 bis 1. November 1844                                 |
| Oberst                | Karl Wilhelm Bonsac                         | 02. November 1844 bis 1. Januar 1849                               |
| Oberstleutnant/Oberst | Ludwig von Nolte                            | 02. Januar 1849 bis 27. April 1854                                 |
| Oberstleutnant/Oberst | Bogislaw von Ciesielski                     | 04. Mai 1854 bis 6. Mai 1857                                       |
| Oberstleutnant/Oberst | Albert von Klaß                             | 07. Mai 1857 bis 30. Juni 1860                                     |
| Oberstleutnant/Oberst | August von Dewitz                           | 01. Juli 1860 bis 12. Juni 1865                                    |
| Oberstleutnant/Oberst | Georg von Wedell                            | 13. Juni 1865 bis 2. April 1866                                    |
| Oberstleutnant/Oberst | Hugo von Kottwitz                           | 03. April 1866 bis 15. Juli 1870                                   |
| Oberstleutnant/Oberst | Franz von Ehrenberg                         | 16. Juli 1870 bis 10. November 1871                                |
| Oberstleutnant        | Anton von Massow                            | 11. November 1871 bis 17. Januar 1872 (mit der Führung beauftragt) |
| Oberst                | Anton von Massow                            | 18. Januar 1872 bis 21. September 1877                             |
| Oberstleutnant/Oberst | Friedrich von Vogel                         | 22. September 1877 bis 16. Oktober 1878                            |
| Oberst                | Hermann von Vietinghoff                     | 17. Oktober 1878 bis 14. April 1884                                |
| Oberst                | Richard von Otto                            | 15. April 1884 bis 16. Juni 1887                                   |
| Oberst                | Viktor von Aigner                           | 17. Juli 1887 bis 11. August 1890                                  |
| Oberst                | Karl von Funck                              | 12. August 1890 bis 23. Februar 1894                               |
| Oberst                | Karl von Rodewald                           | 17. März bis 13. Mai 1894 (zur Vertretung kommandiert)             |
| Oberst                | Karl von Rodewald                           | 14. Mai 1894 bis 16. April 1897                                    |
| Oberst                | Clamor von Trotha                           | 17. April 1897 bis 10. Februar 1900                                |
| Oberst                | Karl von Weise                              | 17. Februar 1900 bis 17. April 1903                                |
| Oberst                | Walther Schultze-Klosterfelde               | 18. April 1903 bis 15. März 1905                                   |
| Oberst                | Ernst Stocker                               | 16. März 1905 bis 9. April 1906                                    |
| Würt. Oberst          | Karl von Göz                                | 10. April 1906 bis 23. März 1909                                   |
| Oberst                | Maximilian Zipper                           | 24. März 1909 bis 21. April 1912                                   |
| Oberst                | Eggert von Estorff                          | 22. April 1912 bis 28. September 1914                              |
| Oberstleutnant/Oberst | Eduard von Kaweczynski                      | 29. September 1914 bis 23. Juli 1919                               |
| Major                 | Otto Stobbe                                 | 24. Juli 1918 bis 19. Januar 1919                                  |
| Oberst                | Karl Hermann Lockemann                      | 20. Januar bis 14. April 1919                                      |